# بازارچه حاج ابوالقاسم‌خان
بازارچه حاج ابوالقاسم خان مربوط به دوران‌های تاریخی پس از اسلام -اواخر دوره قاجار است و در شهرستان اصفهان، بخش جلگه، روستای قهی واقع شده و این اثر در تاریخ ۱۹ مرداد ۱۳۸۴ با شمارهٔ ثبت ۱۲۹۸۶ به‌عنوان یکی از آثار ملی ایران به ثبت رسیده‌است.